# سامرفیلد (آلاباما)
سامرفیلد (به انگلیسی: Summerfield) یک منطقهٔ مسکونی در ایالات متحده آمریکا است که در شهرستان دالاس، آلاباما واقع شده‌است. سامرفیلد ۹۸٫۱۵ متر بالاتر از سطح دریا واقع شده‌است.